# Psyllaephagus thonis
Psyllaephagus thonis är en stekelart som beskrevs av John S. Noyes och Paul E. Hanson 1996. Psyllaephagus thonis ingår i släktet Psyllaephagus och familjen sköldlussteklar.
Artens utbredningsområde är Costa Rica. Inga underarter finns listade i Catalogue of Life.